# Hissashapa
Hissashapa fou una regió de la Terra Alta Hitita, al nord d'Anatòlia, durant l'edat de bronze tardana.
Va ser inclosa entre les ciutats cedides a Hattusilis per son germà Muwatallis II, amb les que es va formar el regne vassall d'Hakpis.